# Ramata Daou
Pour les articles homonymes, voir Daou.
Ramata Daou est une joueuse de basket-ball malienne naturalisée sénégalaise, née le 23 mars 1988 à Bamako.

## Biographie
Ramata Daou obtient la nationalité sénégalaise en 2015. Quelques mois plus tard, elle remporte le championnat d'Afrique avec sa nouvelle sélection.

## Carrière en club
| Saisons   | Équipe                    | Pays          |
|           | Djoliba Athletic Club     | Mali          |
|           | Club sportif d'Abidjan    | Côte d'Ivoire |
|           | Club omnisports de Meknès | Maroc         |
|           | Saint Louis Basket Club   | Sénégal       |
|           | Dakar Université Club     | Sénégal       |
| 2016-2017 | ASC Ville de Dakar        | Sénégal       |

## Palmarès

### Sélection nationale
- Championnat d'Afrique de basket-ball féminin
  -  Championne d'Afrique en 2015 au Cameroun
  -  Vice-championne d'Afrique en 2017 au Mali